# Nancy Sinatra
Nancy Sandra Sinatra (Jersey City, 8 de juny de 1940) és una cantant i actriu estatunidenca. És la filla gran de Frank Sinatra i de la seva primera esposa Nancy Barbato (1917-2018), i és mundialment coneguda per la seva cançó These Boots Are Made for Walkin, èxit de 1966.

## Biografia
Nancy Sinatra va néixer el 8 de juny de 1940 a Jersey City, Nova Jersey. Els seus dos pares eren d'ascendència italiana. Quan era petita, la família es va mudar a Hasbrouck Heights, Nova Jersey, i posteriorment a Toluca Lake, Califòrnia, per la carrera del seu pare a Hollywood. 

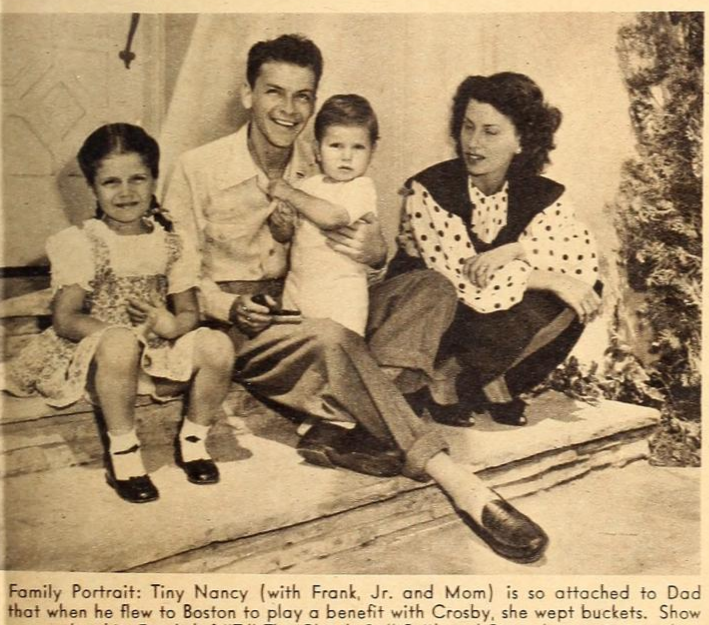
Nancy Sinatra amb els seus pares i el seu germà petit Frank Sinatra Jr., en una imatge familiar de 1946.

Ja a Califòrnia, Sinatra va fer 11 anys de piano, 8 anys de dansa, 5 anys d'interpretació dramàtica i diversos mesos de cant. Volia seguir les passes del seu pare, i el 1960 va debutar en l'espectacle The Frank Sinatra Timex Show. Aquell mateix any, la discogràfica Reprise Records li va oferir un contracte musical del que en va sortir el treball Cuff Links and a Tie Clip que, malgrat haver tingut un gran èxit a Europa i al Japó, mai va arribar a tenir un format físic.
El seu pare va dedicar-li una cançó el 1945 anomenada Nancy (with the Laughing Face).
Nancy Sinatra s'ha casat dos cops: amb Tommy Sands, de 1960 a 1965 (de qui se'n va divorciar) i amb Hugh Lambert, de 1970 a 1985, any en què va morir. La cantant va tenir dues filles amb Hugh Lambert, Angela Jennifer "AJ" Lambert Paparozzi (1972) i Amanda Catherine Lambert (1974). També té una neta que es diu Miranda Vega Paparozzi.

## Carrera artística

### Anys 1960
Després del debut artístic al costat del seu pare, la carrera de Nancy Sinatra va fer un gir el 1966 quan, amb el consell dels seus productors i, especialment, de Lee Hazlewood, va canviar la seva imatge vers un estil més madur i elegant que va atreure l'atenció de diferents mitjans. Va ser aquell any que la cantant va llançar, sota el segell de Reprise Records, el seu primer senzill Boots, que contenia el que seria un èxit mundial These Boots Are Made for Walkin. Aquest treball va vendre milions de discos als Estats Units i va arribar al número número 1 de la llista Billboard Hot 100.
Després de la fama adquirida pel seu primer senzill, Nancy Sinatra va fer diverses aparicions a la televisió, com en el programa The Ed Sullivan Show, i va debutar en el cinema com a actriu al film The Ghost in the Invisible Bikini (1966). El mateix any Lee Hazlewood va produir el segon àlbum d'estudi de la cantant, How Does That Grab You?; aquest nou treball, malgrat mantenir la popularitat de l'artista, no va aconseguir les mateixes vendes que l'anterior àlbum.
Després d'haver cultivat un profitós èxit comercial i mediàtic, va publicar els senzills How Does That Grab You, Darlin'? i Bang Bang (My Baby Shot Em Down). El primer va aconseguir col·locar-se en el número 7 de la llista de Billboard Hot 100, mentre que el segon va tenir una popularitat moderada a Europa.
A finals de 1966, Reprise Records va decidir llançar el tercer àlbum d'estudi de la cantant anomenat Nancy In London. D'aquest àlbum en van sorgir dos senzills: Friday's Child, que va començar en el lloc 36 de la Billboard Hot 100, i You Only Live Twice, que va aconseguir les posicions 3 i 44 de les llistes Adult Contemporary i Billboard Hot 100, respectivament. La cançó You Only Live Twice, va ser el tema principal de la pel·lícula de James Bond Només es viu dues vegades, de l'any 1967.
L'èxit dels seus tres primers àlbums d'estudi, va permetre a Nancy Sinatra llançar el seu quart àlbum d'estudi titulat Country, My Way (1967). També va participar en les pel·lícules Last of the Secret Agents? (1967) i The Wild Angels (1967). Tanmateix l'impacte comercial de Country, My Way va ser modest. Reprise Records va decidir llavors renovar novament la imatge de la cantant amb un nou aire més sexual i van començar a treballar en cançons amb un so més proper al gènere rock. D'aquesta manera es va llançar el seu cinquè àlbum d'estudi anomenat Sugar, del qual en va aparèixer el senzill Sugar Town, que va aconseguir el lloc número 18 als Estats Units i va rellançar comercialment la carrera de la cantant. El 1968, Nancy Sinatra va participar en un àlbum doble conjuntament amb el seu productor i cantant Lee Hazlewood, anomenat Nancy & Lee. Aquell mateix any la cantant va treballar al costat d'Elvis Presley en el film Speedway.
De l'àlbum Sugar, també en va sortir el senzill Somethin' Stupid, una cançó a duo amb el seu pare, Frank Sinatra. La pista va tenir un sobtat èxit comercial als Estats Units, donant-li a Nancy Sinatra el seu segon número 1 a les llistes d'aquest país, així com milions de vendes físiques.

#### Nancy Sinatra al Vietnam
Després que la cantant anés el 1967 al Vietnam per actuar per a les tropes nord-americanes, molts soldats van adoptar la cançó These Boots Are Made for Walkin com a himne, tal com apareix al documental de Pierre Schoendoerffer The Anderson Platoon, guanyador del premi Oscar al millor documental d'aquell 1967. Malgrat tot, Sinatra va gravar algunes cançons en contra de la guerra del Vietnam, com ara My Buddy, inclosa en l'àlbum Sugar, Home, coescrita per Mac Davis, i It's Such A Lonely Time of Year, que va aparèixer a l'LP de 1968 The Sinatra Family Wish You a Merry Christmas.

### Anys 1970 i 1980
Sinatra va romandre amb el segell Reprise Records fins al 1970. El 1971 va signar amb la discogràfica RCA Records, amb qui va editar tres àlbums: Nancy & Lee - Again (1971), Woman (1972) i una recopilació d'alguns dels seus enregistraments amb Reprise sota el títol This Is Nancy Sinatra (1973). Aquell any, va llançar els senzills Sugar Me i How Does It Feel?
El 1971 va treure, amb Lee Hazlewood l'àlbum Did You Ever?, que va arribar al número 2 al Regne Unit.

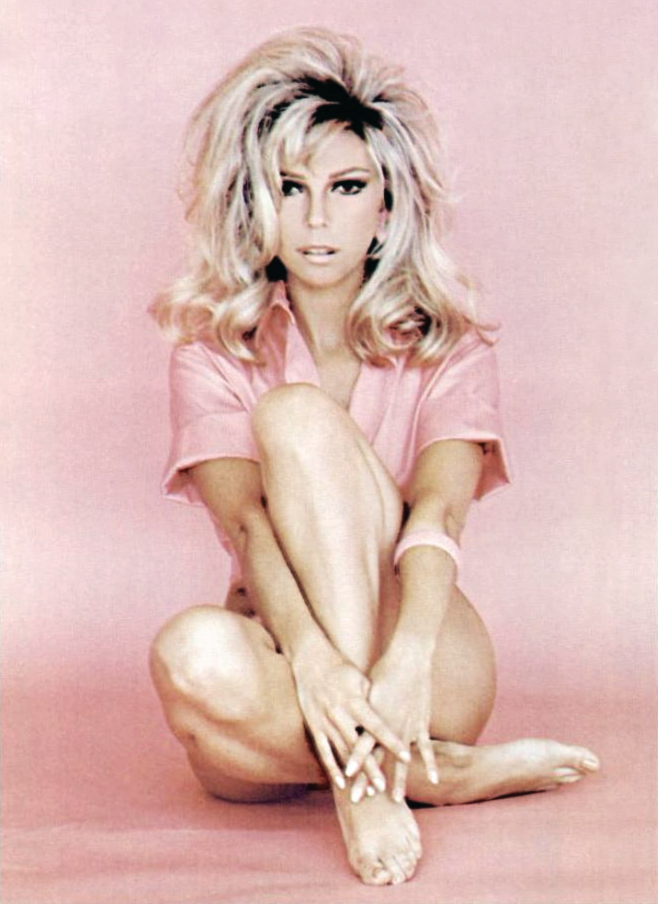
Nancy Sinatra el 1971.

El 1975 va llançar diversos senzills amb la discogràfica Private Stock Records, que han esdevingut els més buscats pels col·leccionistes. Entre aquests senzills hi havia Kinky Love, Annabell of Mobile, It's for My Dad i Indian Summer (amb Hazlewood). Algunes emissores de ràdio van prohibir la cançó Kinky Love els anys 70 per tenir una lletra massa "suggestiva". Sinatra va incloure Kinty Love en el CD de 1998 Sheet Music: A Collection of Her Favorite Love Songs. El grup de rock alternatiu anglès Pale Saints la va versionar el 1991.
A mitjans dels anys 70, va frenar la seva activitat artística i va deixar d'actuar per concentrar-se en la seva família. El 1981 va tornar als estudis per gravar un àlbum country amb Mel Tillis anomenat Mel & Nancy. Dues de les cançons d'aquest disc van aparèixer a la Billboard Country Singles Chart: Texas Cowboy Night (al número 23) i Play Me or Trade Me (al número 43).
El 1985, va escriure el llibre Frank Sinatra, My Father.

### Anys 1990 - present
Als 54 anys, Sinatra va posar per a Playboy al número del mes de maig de 1995 i va aparèixer a programes de televisió per a promocionar el seu àlbum One More Time. L'aparició de la revista va causar certa controvèrsia. La cantant va declarar que el seu pare estava orgullós de les fotos. En una entrevista de Jay Leno al Tonight Show de 1995 va dir que les seves filles li havien donat el seu vistiplau, però que la seva mare li havia demanat que ho preguntés al seu pare abans de comprometre's amb el projecte. Sinatra va afirma que quan li havia dit al seu pare el que Playboy li havia ofert econòmicament, ell li havia respost: «Doble-ho.»
Seguint el consell del seu pare de quan havia començat la seva carrera artística («sigues el teu propi amo»), Nancy Sinatra és propietària o té interessos en la major part de la seva creació, inclosos vídeos.
El dilluns 12 d'agost de 2002, Nancy Sinatra va aparèixer en directe per primera vegada al Regne Unit al The Liquid Rooms, en el marc del festival internacional d'Edimburg. El seu director musical i teclista, Don Randi, va ser durant molt de temps col·laborador i exmembre del col·lectiu musical The Wrecking Crew.
El 2004 va col·laborar amb Morrissey per gravar una versió de la seva cançó Let Me Kiss You, que va sortir a l'àlbum de la cantant anomenat Nancy Sinatra. El senzill, llançat el mateix dia que la versió de Morrissey, va arribar al número 46 al Regne Unit i va donar a Sinatra el seu primer èxit després de més de 30 anys. L'àlbum Nancy Sinatra va comptar amb la col·laboració de cantants de rock com Calexico, Sonic Youth, U2, Pulp's Jarvis Cocker, Steven Van Zandt, Jon Spencer o Pete Yorn, que van citar a Sinatra com a influència. Cada artista va crear una cançó perquè Sinatra la cantés a l'àlbum.
El 2006 va gravar la cançó Another Gay Sunshine Day per a la pel·lícula Another Gay Movie.
Nancy Sinatra va obtenir la seva pròpia estrella al Passeig de la Fama de Hollywood l'11 de maig del 2006. Sinatra ja li havien dedicat 2002 un Golden Palm Star al Walk of Stars de Palm Springs, Califòrnia.
Sinatra va aparèixer fent d'ella mateixa en un dels episodis finals de la sèrie d'HBO The Sopranos. L'episodi es deia Chasing It. El seu germà, Frank Jr., havia aparegut anteriorment a l'episodi estrenat el 2000 anomenat The Happy Wanderer.

## Discografia

### Àlbums
- Boots (1966)
- How Does That Grab You? (1966)
- Nancy in London (1966)
- Country, My Way (1967)
- Sugar (1967)
- Nancy (1969)
- Woman (1973)
- One More Time (1995)
- Sheet Music (1998)
- For My Dad (1998)
- How Does It Feel (1999)
- Califonia Girl (2002)
- Nancy Sinatra (2004)
- Shifting Gears (2013)

### Col·laboracions
- Nancy & Lee (1968)

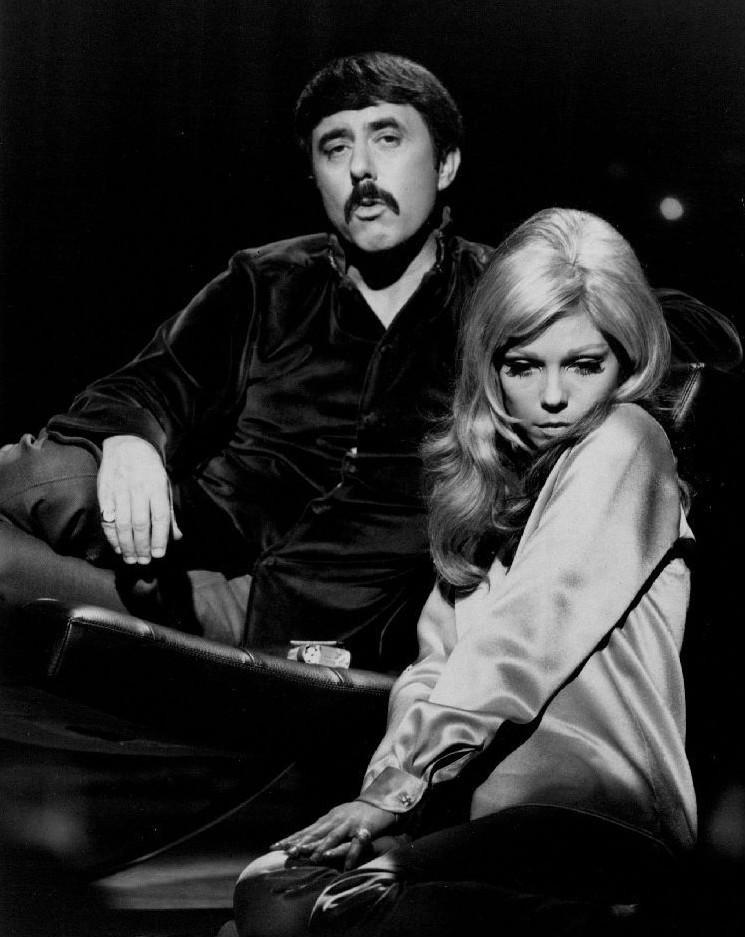
Nancy Sinatra i Lee Hazlewood el 1968.

- The Sinatra Family Wish You a Merry Christmas (1969)
- Nancy & Lee Again (1972)
- Mel and Nancy (1983)
- Nancy & Lee 3 (2004)

### Recopilatoris
- Nancy's Greatest Hits (1970)
- This Is Nancy Sinatra (1973)
- Boots: Nancy Sinatra's All-Time Hitsi (1986)
- The Hit Years (1987)
- Fairy Tales and Fantasies: The Best of Nancy and Lee (1989)
- Lightning's Girl: 24 Tracks (1994)
- Walking (1999)
- You Go-Go Girl (1999)
- The Very Best Of Nancy Sinatra: 24 Great Songs (2001)
- Something Stupid: Worldwide Hits (2001)
- The Greatest Hits of Nancy Sinatra (2002)
- Lightning's Girl: Greatest Hits 1965-1971 (2002)
- Nancy Sinatra & Friends (2004)
- The Very Best of Nancy Sinatra (2005)
- Bubblegum Girl Vol. 1 (2005)
- Bubblegum Girl Vol. 2 (2005)
- The Essential Nancy Sinatra (2006)
- Ladybird (2006)
- Kid Stuff (2008)
- Cherry Smiles - The Rare Singles (2009)

## Filmografia
- For Those Who Think Young (1964)
- Get Yourself a College Girl (1964)
- Marriage on the Rocks (1965)
- The Ghost in the Invisible Bikini (1966)
- The Last of the Secret Agents? (1966)
- The Oscar (1966)
- The Wild Angels (1966)
- Speedway (1968)